# Droga wojewódzka 107
Die Droga wojewódzka 107 (DW 107) ist eine Woiwodschaftsstraße in  der polnischen Woiwodschaft Westpommern,  die von der Ostseeküste bei Dziwnówek (Walddievenow) in südliche Richtung über Kamień Pomorski (Cammin/Pommern) nach Parłówko (Parlowkrug) an der Droga krajowa 3 führt. Die Länge der Straße beträgt 40 Kilometer.
Die DW 107 verläuft innerhalb des Kreises  Kamień Pomorski der Woiwodschaft Westpommern. In ihrer ganzen Länge folgt die Straße dem zweiten Teilstück der früheren Reichsstraße 165, die von Misdroy (heute: Międzyzdroje) über Walddievenow (Dziwnówek) führte und ebenfalls in Parlowkrug (Parłówko) endete.

## Straßenverlauf
Woiwodschaft Westpommern
- Powiat Kamieński (Kreis Cammin)

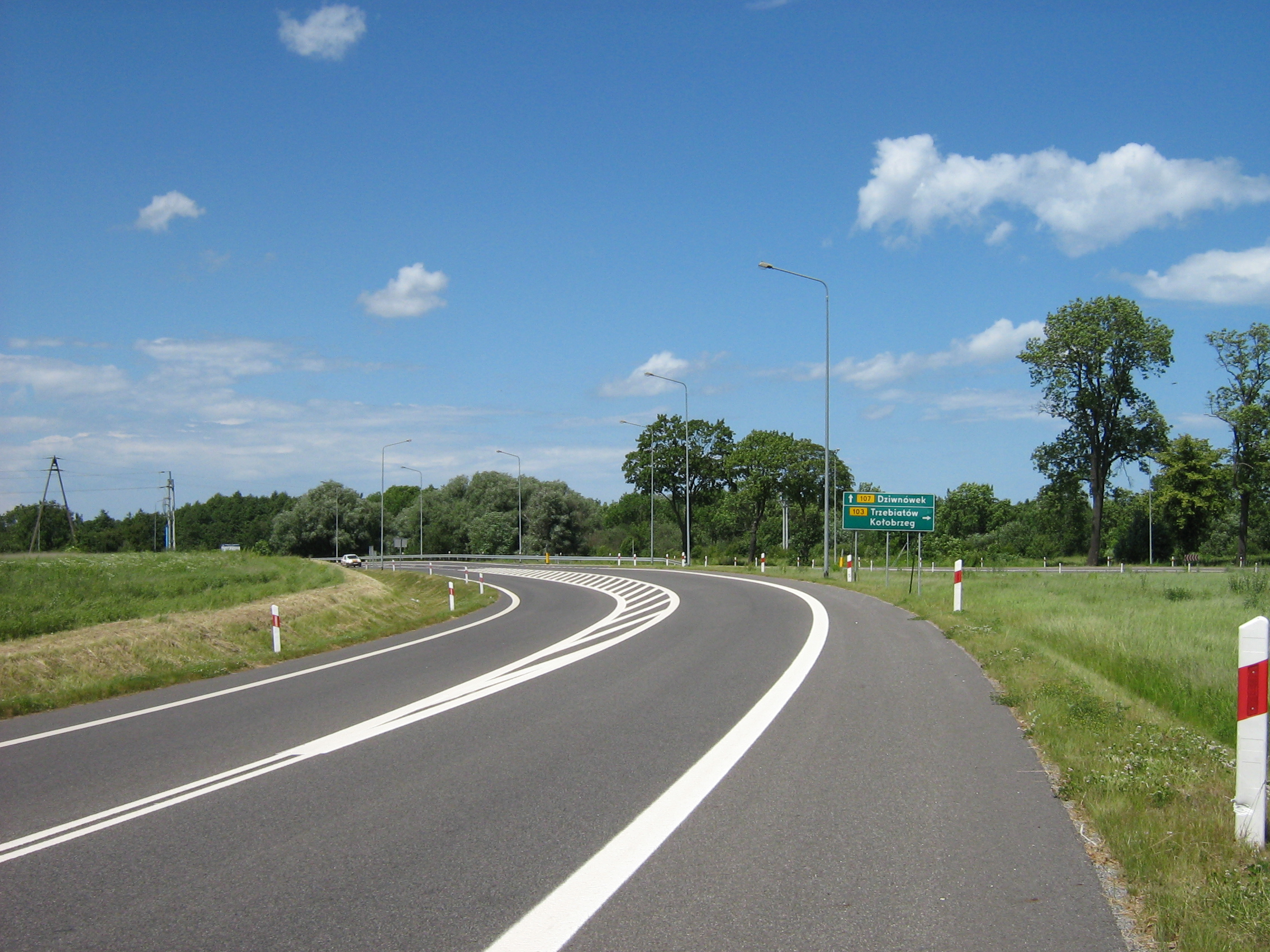
Die DW 107 bei Kamień Pomorski (Cammin)

  - Dziwnówek (Walddievenow) (DW 102 →  Międzywodzie (Heidebrink) – Międzyzdroje (Misdroy) bzw. →  Pobierowo (Poberow) – Rewal (Rewahl) – Trzebiatów (Trptow an der Rega) – Kołobrzeg (Kolberg))
  - Wrzosowo (Fritzow)
  - Kamień Pomorski (Cammin/Pommern) (DW 103 → Cerkwica (Zirkwitz) – Trzebiatów (Treptow an der Rega))
  - Rzewnowo (Revenow) (DW 106 → Golczewo (Gülzow) – Nowogard (Naugard) – Stargard (Stargard/Pommern) – Pyrzyce (Pyritz))

- X Staatsbahnlinie 407: Wysoka Kamieńska (Wietstock) – Kamień Pomorski (Cammin/Pommern) X
- ~ Stawno (Stäwener Bach) ~
  - Rekowo (Reckow)

- X Staatsbahnlinie 401: Szczecin-Dąbie (Stettin-Altdamm) – Świnoujście (Swinemünde) X
  - Parłówko (Parlowkrug) (DK 3 = Europastraße 65 → Wolin (Wollin) – Świnoujście (Swinemünde) bzw. → Goleniów (Gollnow) – Pyrzyce (Pyritz) – Zielona Góra (Grünberg/Schlesien) – Jelenia Góra (Hirschberg) – Jakuszyce (Jakobsthal)/Tschechien, und DW 108 → Golczewo (Gülzow) – Płoty (Plathe))